# Braunsdorf (Wilsdruff)
Braunsdorf ist ein Ortsteil der sächsischen Stadt Wilsdruff im Landkreis Sächsische Schweiz-Osterzgebirge.

## Geographie
Der Stadtteil Braunsdorf befindet sich im Südosten des Wilsdruffer Stadtgebietes und ist die flächenmäßig kleinste Gemarkung der Stadt. Braunsdorf grenzt im Uhrzeigersinn an die Gemarkungen Kesselsdorf, Oberhermsdorf, Kleinopitz, Fördergersdorf und Grumbach. Bis auf Fördergersdorf sind alle umliegenden Orte Stadtteile von Wilsdruff. Durch Braunsdorf verläuft die Verbindungsstraße von Oberhermsdorf nach Grumbach, eine weitere Straße führt nach Kesselsdorf.

## Geschichte
Braunsdorf gründete 1210 der 1206 erstmals genannte Hermannus de Worganewiz im Auftrag des Meißner Bischofs Bruno II. von Porstendorf, nach dem der Ort als Brunos Dorf auch benannt ist. 1411 wurde Braunsdorf als Brunstorff erstmals in einer Urkunde des Landgrafs Friedrich von Thüringen erwähnt. 1461 war Braunsdorf unter Brawendorff bekannt, ab 1466 als Brunsdorff. Im Jahr 1533 als Breunsdorff beschrieben, 1538 als Brainsdorff und ab 1551 als Braunsdorff, heißt der Ort seit 1875 Braunsdorf bei Tharandt.

### Kalksteinabbau
Südwestlich von Braunsdorf wurde seit mindestens 1613 dolomitischer Kalkstein gefördert und verarbeitet. Ein vor dem Dreißigjährigen Krieg bestehender kurfürstlicher Tagebau samt Kalkofen wurde im Krieg zerstört. Im 18. Jahrhundert engagierte sich der Braunsdorfer Rittergutsbesitzer Friedrich Gottlob Auenmüller im Kalksteinabbau. Die Förderung erfolgte in den 1780er Jahren in drei Tagebauen, die teilweise bereits durch mehrere Stollen entwässert wurden. Aus dieser Zeit liegen auch geologische Beschreibungen des Vorkommens von Johann Carl Freiesleben und Bernhard von Cotta vor. Um 1818 ging der Abbau vom Tagebau in den untertägigen Tiefbau über. Dabei entstanden im Pfeilerkammerbau teils bis zu 11 Meter hohe Abbaukammern. Da die Sicherheitspfeiler zu gering dimensioniert wurden, ereigneten 1868 und 1869 drei Einbrüche, bei denen zwei Bergleute ums Leben kamen. Die Brüche reichten als Tagesbruch teilweise bis zur Erdoberfläche und zerstörten hier auch Gebäude und einen Kalkofen. Anfang des 20. Jahrhunderts kam es vermutlich zum Zusammenschluss der verschiedenen Kalkwerke zur „Vereinigten Braunsdorfer Dolomitwerke m.b.H.“, welche den Abbau weiter intensivierte. 1938 erreichte die Jahresförderung einen Umfang von 10.070 Tonnen Rohdolomit, die Belegschaft des Werkes belief sich auf 18 Mann. Ab 1943 wurden die Abbaubereiche der ersten bis dritten Sohle in das Programm der nationalsozialistischen Untertageverlagerungen einbezogen. Unter dem Decknamen „Schill“ wurden hier Vorbereitungen zur unterirdische Produktion der Conti Autoreifenfabrik Hannover getroffen, ohne dass es jedoch zu einer Produktionsaufnahme kam. Nach Ende des Zweiten Weltkrieges wurde die Kalkförderung im Sommer 1945 wieder aufgenommen und Anfang der 1950er Jahre auch intensiviert. In diese Zeit fielen Modernisierungs- und Erweiterungsmaßnahmen wie der Neubau eines 22 Meter hohen Kalkofens und der beginnende Abbau auf der 5. Sohle. Allerdings überstiegen die Produktionskosten die Gewinne aus dem Verkauf des Dolomits deutlich, so dass der Bergbau Ende 1964 eingestellt wurde. Jahrzehnte nach der Stilllegung ereignete sich im Februar 1993 im ehemaligen Abbaubereich ein weiterer Tagesbruch mit 60 Meter Durchmesser und bis zu 40 Meter Tiefe. Der Bruch wurde durch eine Erdstoffdeponie verfüllt. An den Kalksteinabbau erinnert heute ein Gedenkstein und eine Informationstafel am Bergbaulehrpfad Braunsdorf – Oberhermsdorf – Kleinopitz sowie ein Stollenmundloch im Tal des Schloitzbaches.

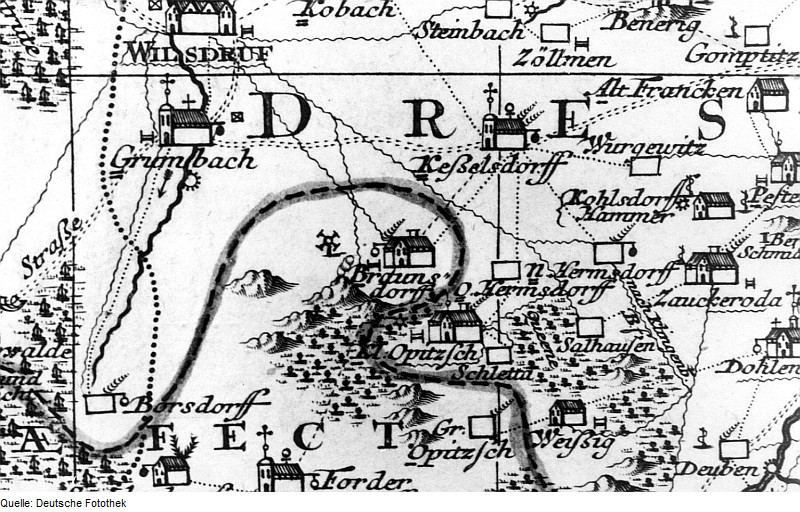
Braunsdorf auf einer Karte des 18. Jahrhunderts
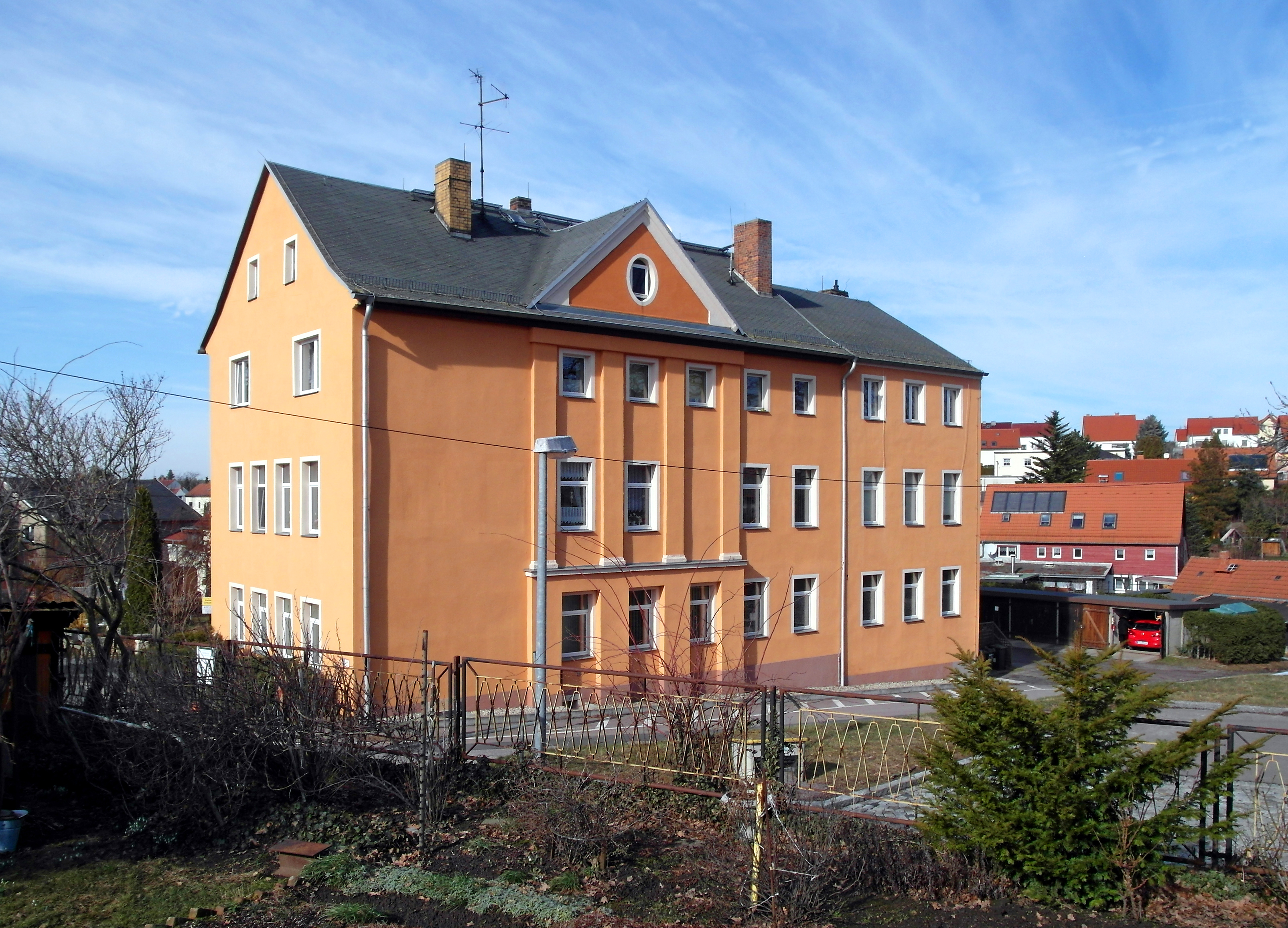
Herrenhaus des ehemaligen Ritterguts Braunsdorf (2019), heute Nutzung als Wohnhaus
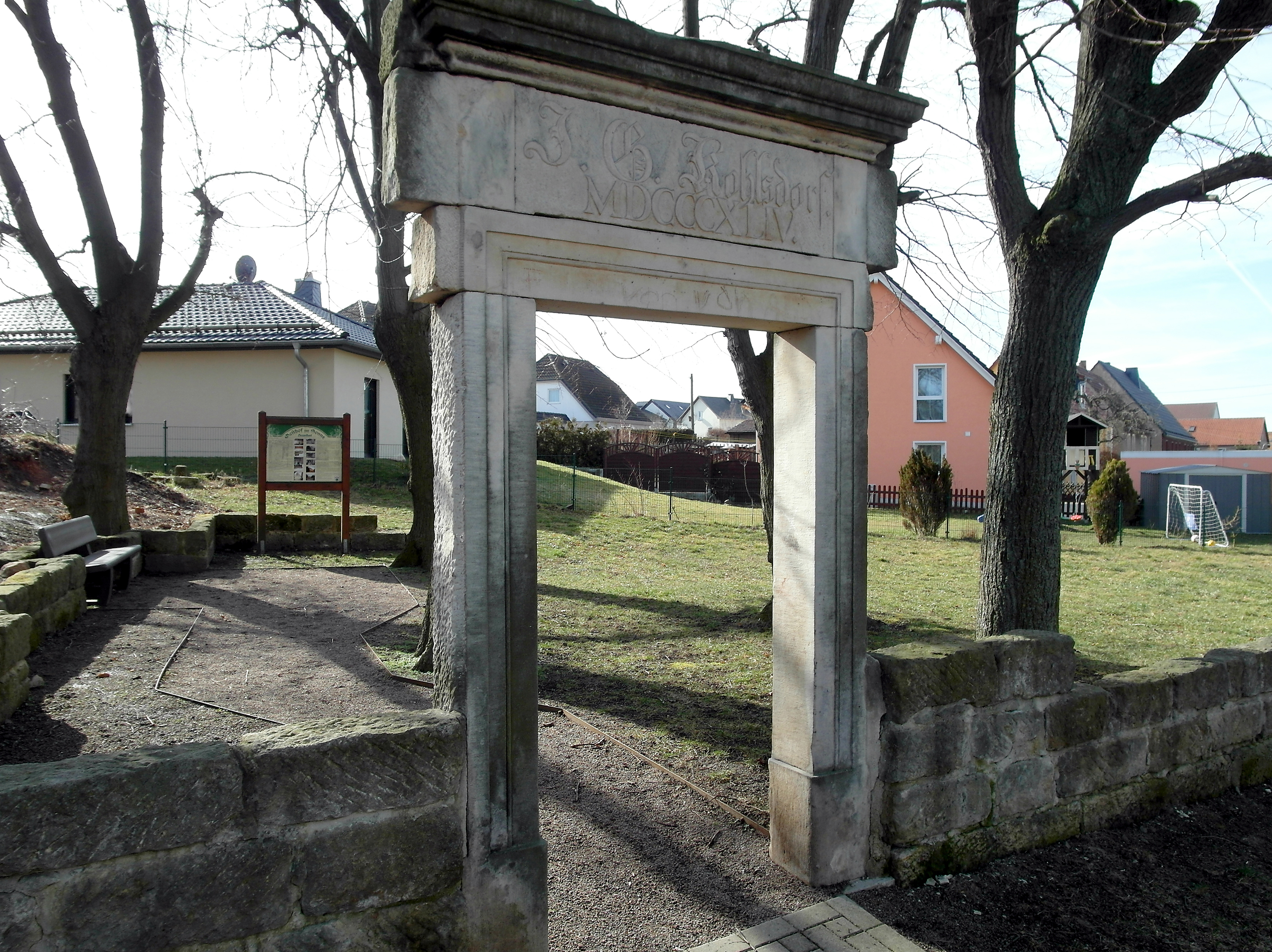
Überreste des „Gasthof zur Sonne“ (2019)
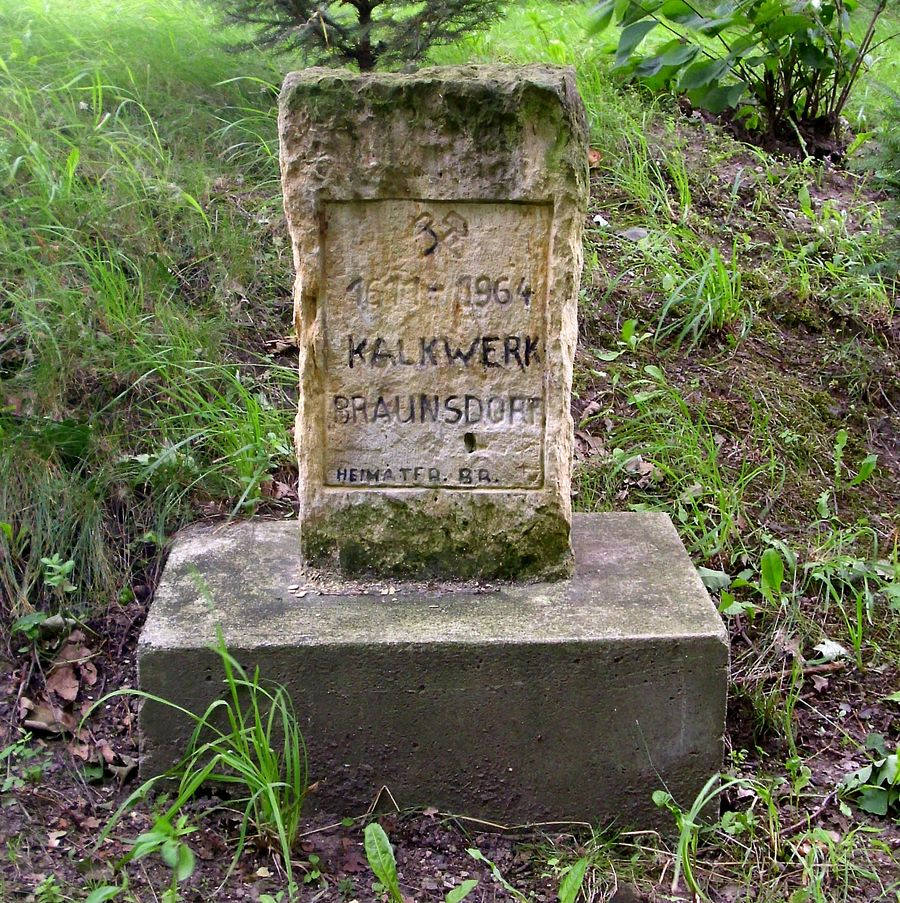
Gedenkstein am Standort des ehemaligen Kalkwerks Braunsdorf

### Eingemeindungen
Braunsdorf wurden am 1. Januar 1973 die bis dahin eigenständigen Gemeinden Oberhermsdorf und Kleinopitz angegliedert und somit eine neue Gemeinde Braunsdorf gegründet. Am 1. März 1994 wurde Braunsdorf nach Kesselsdorf eingemeindet. Kesselsdorf wiederum wurde am 1. August 2001 mit Wilsdruff vereinigt, wobei Braunsdorf, Oberhermsdorf und Kleinopitz wieder von Kesselsdorf losgelöst wurden und als drei eigenständige Ortsteile zu Wilsdruff hinzugefügt wurden.

### Entwicklung der Einwohnerzahl
Da Braunsdorf von 1973 bis 1994 mit den Gemeinden Oberhermsdorf und Kleinopitz vereinigt war, sind die Bevölkerungszahlen in diesem Zeitraum entsprechend höher.
| Bevölkerung als eigenständige Gemeinde       | Bevölkerung als eigenständige Gemeinde | Bevölkerung als eigenständige Gemeinde | Bevölkerung als eigenständige Gemeinde | Bevölkerung als eigenständige Gemeinde | Bevölkerung als eigenständige Gemeinde |
| Jahr                                         | Einwohner                              | Jahr                                   | Einwohner                              | Jahr                                   | Einwohner                              |
| -------------------------------------------- | -------------------------------------- | -------------------------------------- | -------------------------------------- | -------------------------------------- | -------------------------------------- |
| 1834                                         | 531                                    | 1910                                   | 821                                    | 1946                                   | 859                                    |
| 1871                                         | 651                                    | 1925                                   | 800                                    | 1950                                   | 878                                    |
| 1890                                         | 742                                    | 1939                                   | 787                                    | 1964                                   | 830                                    |
| Bevölkerung mit Oberhermsdorf und Kleinopitz |                                        |                                        |                                        |                                        |                                        |
| 1990                                         | 1501                                   |                                        |                                        |                                        |                                        |
| Bevölkerung als Ortsteil Kesselsdorfs        |                                        |                                        |                                        |                                        |                                        |
| 1999                                         | 650                                    |                                        |                                        |                                        |                                        |

## Kultur

### Kirche
Braunsdorf selber besitzt keine eigene Kirche, das nächstgelegene Gotteshaus ist die evangelische St. Katharinenkirche in Kesselsdorf.

### Bildung
In Braunsdorf gibt es eine Kindertagesstätte. Zwischen 1802 und 1976 existierte eine Schule im Ort. Heute befindet sich eine evangelische Grundschule im Nachbarort Grumbach, die nächste reguläre Grundschule ist in Oberhermsdorf. Danach besteht für Schüler die Möglichkeit, eine Mittelschule in Wilsdruff, ein staatliches Gymnasium in Freital oder ein evangelisches in Tharandt zu besuchen.